# Heinrich Köhler (Unternehmer)

Heinrich Köhler

Heinrich Köhler (* 11. November 1836 in Hamm, Westfalen; † 11. Januar 1907 in Köln) war ein deutscher Ingenieur und Unternehmer.

## Leben
Nach dem Schulabschluss 1853 in Bochum und einem praktischen Jahr als Schlosser begann Heinrich Köhler 1854 an der Bergakademie Berlin ein Maschinenbaustudium und gehörte zu den Gründern des Standardwerks „Hütte – Des Ingenieurs Taschenbuch“.
Nach dem Ende des Studiums ging er zu den Preußischen Staatseisenbahnen, die er im Jahr 1861 wieder verließ, um eine Anstellung als Betriebsingenieur beim Bochumer Verein anzutreten. 1868 gründete er mit Vital Daelen in Bochum die Gesellschaft für Stahlindustrie, in deren Leitung er später nach einer Anstellung im Hagener Stahlwerk Remy & Cie. 1879 zurückkehrte.
1889 gründete er in der Gemeinde Weitmar, direkt an der Stadtgrenze zu Bochum die Westfälische Stahlwerke AG, die mit bis zu 1700 Beschäftigten größter Arbeitgeber in der Gemeinde wurde. Bekannt ist das Werk heute unter der späteren, eigentlich nur kurzfristig benutzten Bezeichnung Rombacher Hütte. Die Anlage umfasste ein Siemens-Martin-Stahlwerk, mehrere Walzstraßen und mechanische Werkstätten, jedoch keine Hochöfen. Produziert wurden vor allem Eisenbahnmaterialien wie Radsätze, Federn, Schienen und Weichen. Das erhaltene und umgenutzte Verwaltungsgebäude von 1896 erinnert an eines der in dieser Zeit bedeutendsten Unternehmen der Stahlindustrie.
Von seinem unternehmerischen Erfolg kündet auch das repräsentative Wohnhaus, die Villa Nora an der heutigen Kortumstraße, die er für seine Familie um 1895 in bevorzugter Lage nahe dem Bochumer Stadtpark erbauen ließ.

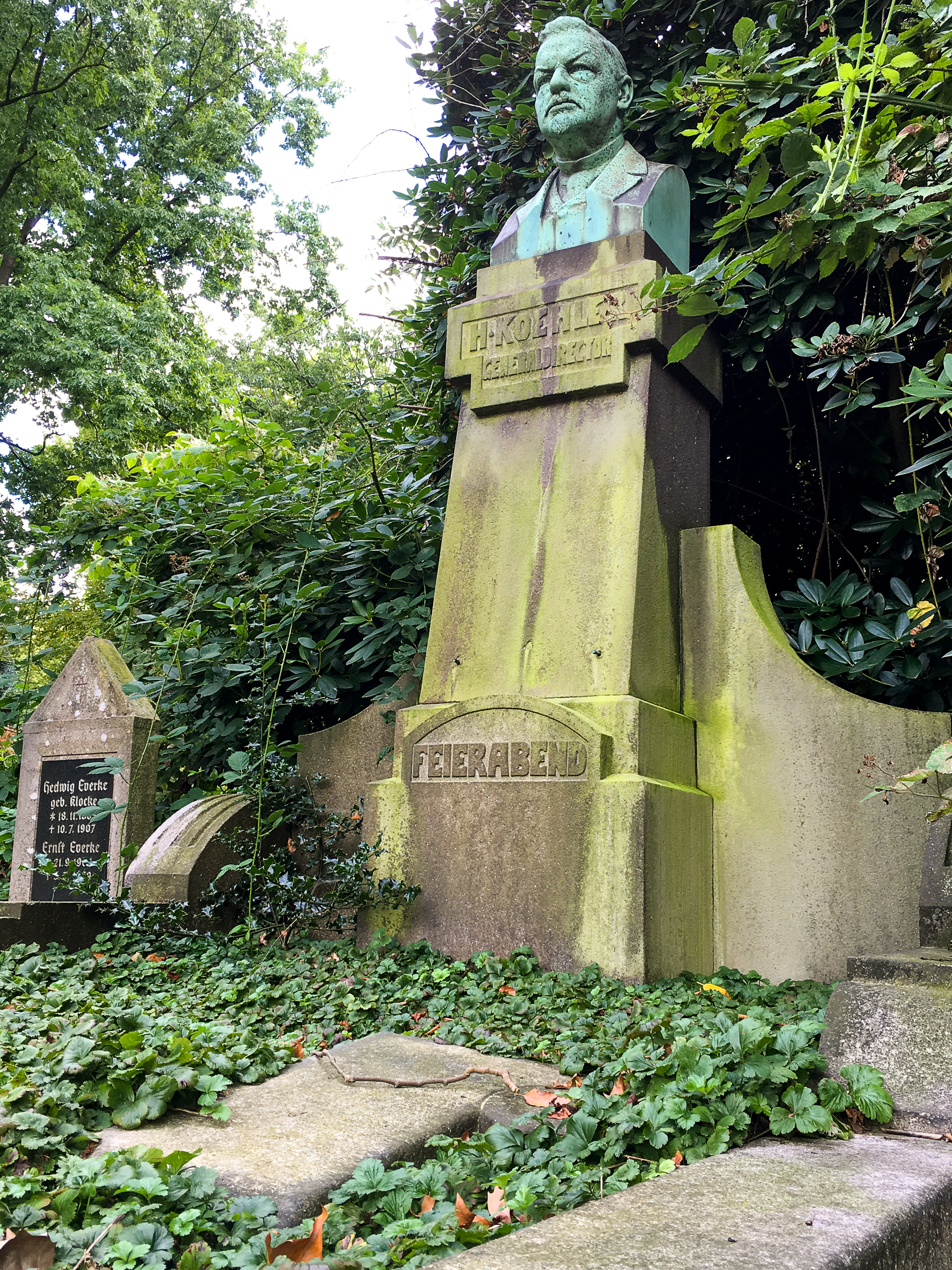
Grabmal

1904 trat er wegen eines sich verschlimmernden Augenleidens von der Leitung der Westfälische Stahlwerke AG zurück, die sich auch schon seit einer Zeit in geschäftlichen Schwierigkeiten befand. Zu seinem Abschied kamen die 1200 Beschäftigten mit einem Fackelzug von seinem Werk zu seiner Villa. Er starb kurz nach einer Augenoperation 1907 in Köln „plötzlich infolge Herzlähmung“. Er wurde auf dem Friedhof an der Blumenstraße in Bochum beigesetzt; das bis heute erhaltene Grabmal schmückt eine Galvanoplastik-Porträtbüste Köhlers. Den Sockel ziert die Inschrift „Feierabend“.

## Familie und Gesellschaft
Obwohl Heinrich Köhler als wohlhabender Unternehmensleiter zur Oberschicht der Bochumer Gesellschaft gehörte, war er weder Mitglied der Handelskammer Bochum, noch Mitglied in der Gesellschaft Harmonie, dem damals führenden Geselligkeitsverein der lokalen Oberschicht. Er galt als abtrünniger Mitarbeiter und ständiger Konkurrent seines ersten Bochumer Arbeitgebers, des Bochumer Vereins, deren Leiter Louis Baare die wirtschaftlichen und gesellschaftlichen Geschicke in der Stadt bestimmte. Bei seinem Ausscheiden aus dem Bochumer Verein gab es Auseinandersetzungen über die Aneignung von Betriebsgeheimnissen und das Abwerben von Arbeitern. Nach Jahren hatte Baare Köhler vergeben, es folgte aber ein zweiter ähnlicher Vorfall. Das verzieh man dem „Emporkömmling“ aus einfachen Verhältnissen nicht mehr.
Heinrich Köhler heiratete Amélie geb. Würzburger, die aus einer weitverzweigten jüdischen Familie stammte, deren Mitglieder im 19. und beginnenden 20. Jahrhundert in Bochum eine wichtige Rolle im öffentlichen Leben spielten. Ihr Kosename war Nora, nach ihrer Vorliebe für das gleichnamige Stück von Ipsen. Der ihr nachgesagte schwierige Charakter, die gemischt-konfessionelle Heirat sowie ihre angebliche Einmischung in die Unternehmensleitung dürften ebenfalls die gesellschaftliche Anerkennung erschwert haben.
Das beträchtliche Erbe ihres Ehemanns von über 2 Millionen Mark verlor Amélie Köhler angeblich durch missglückte Börsenspekulationen, deswegen soll sie verarmt im Frühsommer 1914 in der Landesarmenanstalt Geseke gestorben sein.